# Rafael Arias-Salgado
Rafael Arias-Salgado y Montalvo, né le 26 janvier 1942 à Madrid, est un entrepreneur et homme politique espagnol, membre du Parti populaire (PP).
Il a été le dernier ministre de la Présidence d'Adolfo Suárez, ministre de l'Administration territoriale avec Leopoldo Calvo-Sotelo, et le premier ministre de l'Équipement de José María Aznar.

## Éléments personnels

### Formation et carrière administrative
Il effectue ses études secondaires au Colegio Nuestra Señora del Pilar de Madrid, où il obtient son bachillerato, puis étudie le droit à l'université Complutense de Madrid, passant avec succès sa licence en 1962.
Il intègre alors le corps diplomatique et devient rapidement chef de la section de la décolonisation à la direction générale des Affaires africaines du ministère des Affaires étrangères. Il est ensuite promu directeur des études de l'école diplomatique, avant d'être désigné directeur adjoint du cabinet du ministre de l'Éducation.

### Parcours dans le secteur privé
Il abandonne le secteur public en 1970, avec le rang de conseiller d'ambassade en disponibilité, et entreprend une carrière d'avocat, dans le cabinet de son frère, Gabriel. Il suspend son activité professionnelle entre 1975 et 1983, année où il devient président de la société de sécurité privée Prosegur. Il occupe ce poste deux ans, puis intègre le groupe Sagital, pour laquelle il travaille jusqu'en 1989.
En 2000, il est porté à la tête de Carrefour Espagne.

### Famille
Il est le fils de Gabriel Arias-Salgado, ministre de l'Information et du Tourisme du général Francisco Franco entre 1951 et 1962, et le frère de Fernando Arias-Salgado, directeur général de la radio-télévision publique (RTVE) entre 1977 et 1981.
Il est aujourd'hui divorcé de Guadalupe Ruiz-Giménez, avec qui il a eu trois enfants.

## Activité politique

### À l'époque de la Transition
Membre de l'Union du centre démocratique (UCD), il est élu député de la circonscription de Tolède aux élections constituantes de 1977 et préside, pour quelques mois, la commission parlementaire des Incompatibilités.
À l'occasion du Ier congrès de l'UCD, il est élu à 36 ans par 114 voix contre 3 – au sein du conseil politique – secrétaire général du parti, sous la présidence d'Adolfo Suárez.
Après sa réélection en 1979, il se voit confier par le président du gouvernement centriste Adolfo Suárez le poste de ministre adjoint pour les Relations avec le Parlement, qu'il remplace par celui de ministre adjoint au président à compter du 17 janvier 1980. Le 3 mai suivant, à l'occasion d'un important remaniement ministériel, il est nommé ministre de la Présidence. À peine huit jours plus tard, il cède le secrétariat de l'UCD à Rafael Calvo Ortega.
Suárez et son gouvernement démissionnent le 29 janvier 1981, et Arias-Salgado n'est pas reconduit lorsque Leopoldo Calvo-Sotelo est investi à la tête du pays, le 26 février suivant. Ce dernier le rappelle toutefois le 2 décembre, en tant que ministre de l'Administration territoriale.
Il démissionne le 30 juillet 1982, peu avant les élections anticipées où il mène la liste UCD à Tolède. Il y obtient 9,7 % mais ne parvient pas à remporter l'un des cinq mandats à pourvoir.

### Le retour: du CDS au gouvernement Aznar
En 1987, il adhère au Centre démocratique et social (CDS), fondé par Adolfo Suárez, et est élu en 1989 représentant de la Communauté de Madrid au Congrès des députés. Il quitte cependant le CDS au bout de six ans, et rejoint alors le Parti populaire (PP), sous les couleurs duquel il conserve son mandat de député en 1993.
À la suite de la victoire du PP aux élections anticipées de 1996, Rafael Arias-Salgado est nommé, le 6 mai, ministre de l'Équipement du premier cabinet de José María Aznar. Il se retire définitivement de la vie politique à la fin de son mandat, le 12 mars 2000.

## Distinctions
- Grand-croix de l'ordre d'Isabelle la Catholique